# Acura ARX-02
L’Acura ARX-02 è una vettura da competizione realizzata dall'Acura nel 2009.

## Sviluppo
Il mezzo si poneva come un'evoluzione dell'ARX-01 atta a competere nella superiore classe LMP1 nell'American Le Mans Series.

## Tecnica
L'auto venne sviluppata dalla Wirth Research ed era dotata di un propulsore Acura LM-AR7 4.0 V8 gestito da un cambio sequenziale a sei marce. Il telaio era del tipo monoscocca in fibra di carbonio e alluminio mentre le sospensioni, in tutte le sezioni, erano costituite da doppio bracci oscillanti, molle di torsione, ammortizzatori e barre stabilizzatrici. Gli pneumatici erano forniti dalla Michelin.

## Attività sportiva
Per la stagione 2009 dell'ALMS, il mezzo venne affidato ai team Ferran Motorsport e Highcroft Racing. Debuttò alla 12 Ore di Sebring e ottenne 7 vittorie e 8 pole position su 9 gare a cui prese parte, confermando Devid Brabham della Highcroft Racing campione del 2009, l'Highcroft stessa vincitrice del campionato Team e l'Acura leader del campionato Costruttori. Questo importante risultato chiuse la breve carriera della vettura.